# Kanton Argentan-2
Der Kanton Argentan-2 ist seit 2015 ein französischer Wahlkreis im Arrondissement Argentan im Département Orne in der Region Normandie; sein Hauptort ist Argentan.

## Gemeinden
Der Kanton besteht aus 21 Gemeinden und Gemeindeteilen mit insgesamt 13.359 Einwohnern (Stand: 1. Januar 2022) auf einer Gesamtfläche von 329,07 km²:
| Gemeinde                  | Einwohner 1. Januar 2022 | Fläche km² | Dichte Einw./km² | Code INSEE | Postleitzahl        |
| ------------------------- | ------------------------ | ---------- | ---------------- | ---------- | ------------------- |
| Argentan                  | 5.622                    | 3,70       | 1.519            | 61006      | 61200               |
| Bailleul                  | 608                      | 16,67      | 36               | 61023      | 61160               |
| Coudehard                 | 78                       | 8,52       | 9                | 61120      | 61160               |
| Coulonces                 | 212                      | 6,15       | 34               | 61123      | 61160               |
| Écorches                  | 104                      | 9,71       | 11               | 61152      | 61160               |
| Fontaine-les-Bassets      | 115                      | 5,88       | 20               | 61171      | 61160               |
| Ginai                     | 72                       | 9,25       | 8                | 61190      | 61310               |
| Gouffern en Auge          | 3.644                    | 165,79     | 22               | 61474      | 61160, 61200, 61310 |
| Guêprei                   | 146                      | 7,1        | 21               | 61197      | 61160               |
| Le Pin-au-Haras           | 253                      | 8,66       | 29               | 61328      | 61310               |
| Louvières-en-Auge         | 95                       | 6,22       | 15               | 61238      | 61160               |
| Merri                     | 151                      | 5,81       | 26               | 61276      | 61160               |
| Mont-Ormel                | 49                       | 3,73       | 13               | 61289      | 61160               |
| Montreuil-la-Cambe        | 80                       | 9,57       | 8                | 61291      | 61160               |
| Neauphe-sur-Dive          | 132                      | 13,89      | 10               | 61302      | 61160               |
| Ommoy                     | 109                      | 5,66       | 19               | 61316      | 61160               |
| Saint-Gervais-des-Sablons | 71                       | 8,8        | 8                | 61399      | 61160               |
| Saint-Lambert-sur-Dive    | 133                      | 7,73       | 17               | 61413      | 61160               |
| Tournai-sur-Dive          | 295                      | 12,4       | 24               | 61490      | 61160               |
| Trun                      | 1.183                    | 9,12       | 130              | 61494      | 61160               |
| Villedieu-lès-Bailleul    | 207                      | 4,71       | 44               | 61505      | 61160               |
| Kanton Argentan-2         | 13.359                   | 329,07     | 41               | 6105       | –                   |

1. ↑   Nur der nordöstliche Teil der Gemeinde, der Rest gehört zum Kanton Argentan-1.

## Veränderungen im Gemeindebestand seit der landesweiten Neuordnung der Kantone
2017: Fusion Aubry-en-Exmes, Avernes-sous-Exmes, Chambois, Courménil, Exmes, Fel, La Cochère, Le Bourg-Saint-Léonard, Omméel, Saint-Pierre-la-Rivière, Silly-en-Gouffern, Survie, Urou-et-Crennes und Villebadin → Gouffern en Auge